# Kenny Vaccaro
Kenny Vaccaro (Brownwood, 15 febbraio 1991) è un giocatore di football americano statunitense che gioca nel ruolo di safety per i Tennessee Titans della National Football League (NFL). Fu scelto nel corso del primo giro (15º assoluto) del Draft NFL 2013 dai New Orleans Saints. Al college giocò a football all’Università del Texas a Austin venendo premiato come All-American.

## Carriera professionistica

### New Orleans Saints
Considerato una delle migliori safety selezionabili nel Draft NFL 2013 e una scelta della metà del primo giro, il 25 aprile Vaccaro fu selezionato dai New Orleans Saints come quindicesima scelta assoluta. Il 9 maggio firmò un contratto quadriennale del valore di 9,4 milioni di dollari (tutti garantiti) di cui 5,2 milioni di bonus alla firma.
Vaccaro debuttò come professionista partendo come titolare nella vittoria della settimana 1 contro gli Atlanta Falcons mettendo a segno 5 tackle. Il primo intercetto in carriera lo mise a segno nella settimana 3 contro gli Arizona Cardinals, ritornandolo per 29 yard. La settimana 5 contro i Chicago Bears mise a referto il suo primo sack ai danni di Jay Cutler. La promettente stagione da rookie di Vaccaro terminò nel penultimo turno della stagione regolare quando si ruppe una caviglia contro i Carolina Panthers. La sua prima annata si concluse così con 79 tackle, 1 sack, 1 intercetto e 6 passaggi deviati in 14 presenze, tutte come titolare.
Il primo sack del 2014, Vaccaro lo mise a segno nella settimana 4 su Tony Romo dei Dallas Cowboys mentre il secondo nel tredicesimo turno su Ben Roethlisberger dei Pittsburgh Steelers. A causa di un infortunio non scese in campo nell'ultima gara della stagione, chiudendo così un'annata al di sotto delle attese con 74 tackle, un sack e due intercetti in 15 presenze, tutte tranne una come titolare.

### Tennessee Titans
Nel 2018 Vaccaro firmò con i Tennessee Titans. Nel divisional round dei playoff 2019-2020 mise a segno un intercetto su Lamar Jackson nella vittoria sui favoriti Baltimore Ravens.

## Palmarès
- PFWA All-Rookie Team - 2013